# Georg Friedrich Bernhard Riemann
Georg Friedrich Bernhard Riemann (Breselenz, 1826. szeptember 17. – Selasca, 1866. július 20.) német matematikus, aki rövid élete ellenére úttörő munkát végzett a matematikai analízis, differenciálgeometria, matematikai fizika és analitikus számelmélet területén.

## Élete
Ötgyermekes lutheránus lelkész fiaként született, és szűkös körülmények között nőtt fel. Családjával mindig szoros kapcsolatban maradt. 1840–1842 között a hannoveri gimnáziumba járt, majd 1846-ig a lüneburgi gimnáziumba. Már korán kitűnt matematikai képességeivel. Egy tanára kölcsönadta neki Legendre Számelmélet (Théorie des Nombres) című könyvét, amely 859 oldalas nehéz olvasmány volt, de már egy hét múlva visszakapta. Amikor két évvel később az érettségi vizsgán a szokásos mértéken felül részletesen kikérdezte belőle Riemannt, bebizonyosodott, hogy diákja teljesen elsajátította a benne foglaltakat.
Riemann először apját követve teológusnak készült, ezért már Lüneburgban a latin és görög nyelv mellett héberül is tanult, utóbb azonban a Göttingeni Egyetemen a matematika felé fordult. 1846–47-ben Moritz Stern, Johann Benedict Listing és Carl Friedrich Gauss tanítványa volt. 1847–49 között Berlinben Dirichlet előadásait hallgatta a parciális differenciálegyenletekről, Jacobi és Gotthold Eisenstein – akivel utóbb közeli ismeretséget kötött – előadásait az elliptikus függvényekről, illetve Steinernél -geometriát. Ebben az időben hatással voltak rá az 1848-as márciusi forradalom eseményei, így egy diákokból álló alakulat tagjaként egy napig őrt állt a királyi palota előtt. 1849-ben ismét Göttingenben, megkezdte a függvényelméletről szóló disszertációjának megírását, amelyet 1851-ben fejezett be, Ezt követően Wilhelm Weber fizikus asszisztense lett, és 1854-ben habilitált.
1857-től a göttingeni egyetemen rendkívüli tanárként tanított. Ezekben az években két nővére is hozzá költözött, akiket neki kellett eltartania csekély tanári jövedelméből. (Abban az időben a tanári fizetés nagyobb részét a hallgatói díjak tették ki, és minél igényesebb volt az előadás, annál kevesebb diák vett rajta részt.) A túlfeszített munka következtében idegösszeomlást kapott és Bad Harzburgba utazott pihenni Dedekindhez. 1858-ban három olasz matematikus látogatta meg Göttingenben, Brioschi, Betti és Casorati, akikkel összebarátkozott, és megosztotta velük a topológiával kapcsolatos elgondolásait. Dirichlet 1859-ben bekövetkezett halála után Riemann lett az utódja, rendes tanári állásban. Ugyanebben az évben Berlinbe utazott, ahol Kummerrel, Weierstrass-szal és Kroneckerrel találkozott. 1860-ban Párizsban Puiseux-t, Bertrand-t, Hermite-t, Briot-t und Bouquet-t kereste fel. 1862-ben feleségül vette nővére egyik barátnőjét, Elise Kochot, és 1863-ban lányuk született. Ebben az évben hosszabb ideig Olaszországban tartózkodott, és ismét találkozott olasz matematikus barátaival. 1862-ben az itáliai útról visszatérőben egészségi állapota rosszabbra fordult, ugyanis gümőkórban szenvedett. A betegségből a hosszabb olaszországi kúrák sem tudták kigyógyítani. Harmadik olasz útján, 39 éves korában halt meg a Lago Maggiore mellett, sírja is ott található.

## Munkássága
Riemann rövid élete ellenére korának egyik legkiválóbb matematikusa volt, akinek a munkássága máig is tartó hatást fejtett ki a természettudományok területén. Ő volt a komplex analízis egyik megalapítója. Az általa kidolgozott geometria az einsteini általános relativitáselmélet előkészítésének tekinthető.

### Geometria
A Riemann-geometriával kapcsolatos elméletét, ami a tetszőleges számú dimenzióban definiált differenciálgeometriát jelent, csak 1854-ben a habilitációja során fejtette ki Carl Friedrich Gauss jelenlétében, akire mély benyomást tett. Több témát javasolt, utolsónak hagyva azokat a "hipotéziseket, amelyek a geometria alapjául szolgálnak". Gauss a szokásoktól teljesen eltérve ezt az utolsóként megjelölt témát választotta. Az előadás során Riemann arra kényszerült, hogy a tágabb hallgatóság számára is érthetően fejezze ki magát, ezért csak kevés képletet mutatott be. Egy párizsi pályázatra részletesen is kifejtette elképzeléseit (ez először 1876-ban az összegyűjtött műveiben jelent meg).

### Függvényelmélet
1847-ben a disszertációjában megvetette a függvényelmélet geometriai alapjait. A Riemann-felületeken a komplex függvények harmonikus függvények (azaz kielégítik a Laplace-egyenletet illetve ami ezzel egyenértékű, a Cauchy–Riemann parciális differenciálegyenleteket) és leírhatóak a szingularitásaik és a felület topológiájának segítségével.
Ezen a területen számos hozzájárulása ismeretes. A híres Riemann-féle leképezési tétel azt mondja ki, hogy a C komplex számsíkon minden egyszeresen összefüggő terület biholomorfikusan ekvivalens akár a teljes C-vel, akár az egységsugarú kör belsejével. A tétel általánosítása Riemann-felületekre a híres uniformizálási tétel, amellyel a 19. században többek között Henri Poincaré és Felix Klein foglalkozott.

### Számelmélet
1859-ben jelent meg egyedüli számelméleti tárgyú műve, az Über die Anzahl der Primzahlen unter einer gegebenen Größe az analitikus számelmélet egyik alapja, Csebisov és Dirichlet művei mellett. Ebben kísérletet tett arra, hogy a Gauss által sejtett prímszámtételt bizonyítsa és szigorítsa. A függvényelmélet segítségével messzemenő kijelentéseket tett a prímszámok eloszlásáról. Ebben a munkában jelenik meg a róla elnevezett Riemann-sejtés a Riemann-féle zéta-függvény zérushelyeivel kapcsolatban, ha csak egyetlen mondatnyi említés erejéig is (a bizonyítással néhány próbálkozás után felhagyott, mert nem tartozott közvetlenül a tárgyalt témához). A sejtés kiemelkedő jelentőségű a számelméletben, noha mindmáig nem sikerült bebizonyítani.

### Valós függvények, Fourier-sorok, Riemann-integrál
Riemann fejlesztette ki a róla elnevezett Riemann-integrált. A Stieltjes-integrál is visszavezethető a Riemann-integrálra, ezért szokták Riemann–Stieltjes-integrálnak is nevezni.
A Fourier-sorokról szóló disszertációjában Dirichlet nyomdokán haladva bebizonyította, hogy a Riemann-integrálható függvények Fourier-sorokkal „ábrázolhatóak“. Ezenkívül bebizonyította a Riemann–Lebesgue-lemmát: ha egy függvény Fourier-sorral ábrázolható, akkor a Fourier-együtthatók határértéke nulla. Riemann dolgozata volt Georg Cantor kiindulópontja a Fourier-sorokkal kapcsolatos munkásságához, amelyből aztán megszületett a halmazelmélet.

## Művei
- Riemanns Gesammelte Werke (Riemann összegyűjtött művei), Teubner/Springer 1990
- Riemanns Vorlesungen über elliptische Funktionen (Riemann előadásai az elliptikus függvényekről), Teubner 1899
- Über die Anzahl der Primzahlen unter einer gegebenen Größe in Monatsberichte der Preußischen Akademie der Wissenschaften, Berlin, November 1859, Seite 671 ff. Hier findet sich die Riemannsche Vermutung.
- Vorlesungen über „Partielle Differentialgleichungen“ (3. Aufl., Braunschweig 1882)
- „Schwere, Elektrizität und Magnetismus“. Hannover, 1876, Hrsg. Hattendorff.
- "Partielle Differentialgleichungen und deren Anwendung auf physikalische Fragen" mit Karl Hattendorff, Braunschweig 1869
- The Mathematical Papers of Georg Friedrich Bernhard Riemann
- "Über die Darstellbarkeit einer Funktion durch eine trigonometrische Reihe", Abh. Kgl. Ges. Wiss., Göttingen 1868
- "Über die Fortpflanzung ebener Luftwellen von endlicher Schwingungsweite", Abh. Kgl. Ges. Wiss., Göttingen 1860, seine spezielle "Schockwelle"
- "Über die Hypothesen, welche der Geometrie zugrunde liegen", Abh. Kgl. Ges. Wiss., Göttingen 1868
- "Beiträge zur Theorie der durch die Gausssche Reihe F({\displaystyle \alpha ,\beta ,\gamma ,x)} darstellbaren Funktionen", Abh. Kgl. Ges. Wiss. Göttingen 1857
- "Über das Verschwinden der Thetafunktionen", Crelles Journal 1866
- "Bestimmung der Funktion einer veränderlichen komplexen Größe durch Grenz- und Unstetigkeitsbedingungen", Crelles Journal 1857
- "Theorie der Abelschen Funktionen", Crelles Journal 1857
- "Über die Fläche kleinsten Inhalts bei gegebener Begrenzung", Abh. Kgl. Ges. Wis. Göttingen, 1868
- "Ein Beitrag zur Untersuchung über die Bewegungen eines gleichartigen flüssigen Ellipsoids", Abh. Ges. Wiss. Göttingen 1861

## Riemannról elnevezett fogalmak
- der riemannsche Abbildungssatz,
- Riemann–Christoffel tenzor
- Riemann-felület,
- Riemann-geometria,
- Riemann-gömb,
- Riemann-féle görbületi tenzor,
- der riemannsche Hebbarkeitssatz,
- Riemann-integrál,
- Riemann–Lebesgue-lemma
- der riemannsche Umordnungssatz,
- Riemann-probléma,
- Riemann-sejtés,
- Riemann-sokaság
- Riemann–Stieltjes-integrál,
- Riemann-tér,
- Riemann-féle zéta-függvény,
- Riemann–Roch-tétel.